# ホンダ・CB400FOUR
CB400FOUR（シービーよんひゃくフォア）は、本田技研工業が1997年から2001年に製造販売した、同社のCBシリーズに属す、排気量400 ccクラスのロードスポーツタイプのオートバイである。

## 概要
型式名NC36。同時期に製造販売されていたNC31型CB400スーパーフォアと一部コンポーネンツを共有する姉妹車であるが、本モデルは『ノスタルジックでありながらも新鮮さを感じる新しい時代のロードスポーツモデルはどうあるべきか』を追求し、1969年（昭和44年）に発売された同社のフラグシップモデルであるドリームCB750FOURのスピリットを現代に受け継いだスタイリングを目指した新・ネイキッドスポーツをコンセプトとして開発された。
車両解説
フレームはダブルクレードル型フレームに全長 x 全幅 x 全高：2,130 x 780 x 1,090 mmとしたネイキッドタイプで車重は乾燥192 kg/装備210 kgであるが、上述したようにドリームCB750FOURのスタイルを目指したことから、クロームメッキ仕上げの前後フェンダー・4本出しマフラー・アルミリムのスポークホイールなどを装着するが、2眼式のスピード・タコ両メーターは電気式としたほか、液晶式オド/トリップ・セグメント表示燃料計・H4ハロゲンヘッドランプ・アジャスト機構付ブレーキレバーなど、1990年代後半当時の標準的装備を持つ。
搭載される内径 x 行程：55.5 x 42.0 mm・排気量399 ccのNC23E型水冷4ストローク4バルブDOHC並列4気筒エンジンは、NC23型CBR400RRからのキャリーオーバーで、NC31型CB400スーパーフォアにも搭載されるが、本モデルに合わせたチューニングが行われており、以下に示す相違点がある。
- キャブレターをVP22型4基からVE55型4基へ変更
- 低中速トルク向上を図り、吸入管長を244→271 mmへ延長
- エキゾーストマニホールドはインナーパイプ径を細径化するとともに横穴を設けてアウターパイプとの空間をレゾネーターとして利用し、トルクを向上

このため、最高出力は当時の自主規制最高値となる53 psであるが、発生回転数はNC31型用の11.000 rpmから10,000 rpmに下げられるとともに、最大トルクはNC31型用の3.7 kg-m/10,000 rpmから4.1 kg-m/7,500 rpmと発生回転数を下げて約10 %アップしたほか、常時噛合式マニュアルトランスミッションもNC31型の6段から5段へ変更された。なお1次/2次減速比：2.171/2.800のほか、圧縮比11.3・セルフ式始動・フルトランジスタバッテリー式点火装置・潤滑油容量3.6 L・湿式多板コイルスプリング式クラッチは共通であるほか、シリンダーブロックには空冷エンジンを彷彿とさせる冷却フィンを装備する。
サスペンションは、フロントが41 mm径テレスコピック、リヤが角パイプと鍛造エンドピースを組み合わせたスイングアームとしたが、タイヤサイズを110/80-18（前）・140/70-17（後）のバイアスとしたことから、キャスター角は前輪17インチを装着するNC31型の27°15′から26°00′へ、トレール量も109 mmから100 mmへ起こしぎみのジオメトリーに変更した。さらにアップライトなライディングポジションを目指したことからハンドル位置がNC31型から26 mm手前・25 mm上方に変更。また、前後輪共にスポーク数が48本のホイールは、リム幅を3インチ（前）・4インチ（後）とした上でアルミ製とした。このほか、ホイールベース1.460 mm・最低地上高135 mm・シート高790 mmに設定された。
ブレーキは前後ともディスクであるが、前輪がローター径296 mmのフローティングダブル、後輪が240 mm径のシングルである。
なお本モデルは姉妹車のNC31型CB400スーパーフォアがNC39型へモデルチェンジされた1999年以降も製造販売が継続され、平成11年自動車排出ガス規制により2001年に生産終了となった。

## 遍歴
1997年（平成9年）3月27日発表 同年4月1日発売
日本国内年間販売目標8,000台 消費税抜希望小売価格579,000円地上高とし以下の車体色を設定
- キャンディオーシャングリーン
- イタリアンレッド
- ピュアブラック

1998年（平成10年）2月26日発表 同年3月6日発売
日本国内年間販売目標を4,000台 車体色を以下へ変更
- キャンディフェニックスブルー
- チタニウムメタリック
- イタリアンレッド

2001年（平成13年）8月31日
平成11年自動車排出ガス規制の施行により、継続生産生産車の期限日となる同日で生産を終了